# Vasúti folyóiratok listája
Ez a lista a vasúti közlekedéssel kapcsolatos folyóiratok neveit tartalmazza. A lista nem teljes.
A vasúti újságok három nagyobb témakörrel foglalkoznak:
- Ipar
- Történelem
- Modellezés

## Afrika
- RailwaysAfrica - ISSN 1029-2756[1]

## Ausztrália
- Australian Railway History
- Motive Power ISSN 1442-7079
- Rail Express
- Transit Australia ISSN 0818-5204
- Light Railways ISSN 0727-8101
- Locomotion ISSN 1835-4890
- Track & Signal ISSN 1327-418X[2]
- Australian Model Railroad Magazine ISSN 0045-009X
- Australian Model Engineering ISSN 0819-4734
- Narrow Gauge Downunder ISSN 0000-0000[3]
- Trolley Wire ISSN 0155-1264
- Australian Railway Enthusiast ISSN 1030-021X

### New South Wales
- Australian Railway Historical Society (NSW) Railway Digest ISSN 0157-2431
- Under the Wires ISSN 1326-8317
- Roundhouse
- Locomotion

### Victoria
- Newsrail ISSN 0310-7477
- The Times ISSN 0813-6327
- Rail News Victoria ISSN 1034-6058

### Queensland
- Sunshine Express

### South Australia
- Catch Point

### Tazmánia
- Tasmanian Rail News ISSN 1321-0238

### Nyugat-Ausztrália
- The Westland

### Új Zéland
- Rails ISSN 0110-6155
- Railway Observer ISSN 0028-8624

## Ázsia

### Kína
- China Railway Science (中国铁道科学) ISSN 1001-4632 1979-
- Chinese Railways (中国铁路) ISSN 1001-683X 1962-
- Diesel Locomotives (内燃机车) ISSN 1003-1820 1966-
- Electric Drive for Locomotives (机车电传动) ISSN 1000-128X 1960-
- Electric Locomotives & Mass Transit Vehicles (电力机车与城轨车辆) ISSN 1672-1187
- Journal of Railway Engineering Society (铁道工程学报) ISSN 1006-2106 1984-
- Journal of Railway Science and Engineering (铁道科学与工程学报) ISSN 1672-7029 1979-
- Journal of the China Railway Society (铁道学报) ISSN 1001-8360 1979-
- Railway Engineering (铁道建筑) ISSN 1003-1995 1961-
- Railway Transport and Economy (铁道运输与经济) ISSN 1003-1421 1979-
- Rolling Stock (铁道车辆) ISSN 1002-7602 1963-
- Tiedao Zhishi (铁道知识) ISSN 1000-0372

### Japán
- Japan Railfan Magazine (鉄道ファン; Hepburn: Tetsudō Fan?) 1961-
- Railway Journal (鉄道ジャーナル; Hepburn: Tetsudō Jānaru?) 1967-
- The Railway Pictorial (鉄道ピクトリアル; Hepburn: Tetsudō Pikutoriaru?) 1951-
- Rail Magazine (レイルマガジン; Hepburn: Reiru Magajin?) 1983-
- Tetsudō Daiya Jōhō (鉄道ダイヤ情報?, ’"Railway Timetable Information"’) 1972-
- Tabi to Tetsudō (旅と鉄道?, ’"Travel and Railway"’) 1971-
- Tetsudō Mokei Shumi (鉄道模型趣味?, ’"Model Railroad Hobby"’) 1947-
- Train (とれいん; Hepburn: Torein?) 1974- Model railroad fan.
- RM Models 1995-
- Tetsudō Omocha (鉄道おもちゃ; Hepburn: Tetsudō Omocha?) 2002-

### Tajvan
- 鐵道情報[4]

## Európa

### Csehország
- Dráha[5]
- Železniční magazín[6]

### Dánia
- banen[7]

### Franciaország
- Revue Générale des Chemins de Fer
- La Vie du Rail[8]
- Rail & Public Transport ISSN 1772-6670

### Németország
- Eisenbahnmagazin
- Miba
- Eisenbahnkurier
- Eisenbahnjournal
- Märklin-Magazin
- Drehscheibe

### Magyarország
- Indóház[9]
- Vasútgépészet[10]
- Sínek világa
- Vezetékek Világa

### Olaszország
- iTreni[11]
- Tutto Treno[12]
- Ingegneria Ferroviaria ISSN 0020-0956 1946-[13]
- La Tecnica Professionale ISSN 0000-0000 1933-[13]

### Hollandia
- Op de rails ISSN 0030-3321[14]

### Lengyelország
- Koleje Małe i Duże[15]
- Świat Kolei

### Portugália
- Bastão Pilot[16]
- Flecha de Prata
- O Foguete 2002-[17]

### Spanyolország
- ViaLibre[18]
- HobbyTren[19]
- Más Tren[20]
- TrenMania[21]

### Svédország
- Tåg[22]

### Svájc
- Eisenbahn-Amateur 1947-[23]
- SBB-Nachrichtenblatt
- Schweizer Eisenbahnrevue[24]
- Semaphor 2005- 1947-[25]
- Swiss Express[26]

### Egyesült Királyság
- BackTrack ISSN 0955-5382 1987-
- British Railways Illustrated ISSN 0961-8244 1991-
- Entrain ISSN 1475-9713 (Platform 5) 2002-5
- Heritage Railway ISSN 1466-3562 1999-
- Locomotives Illustrated ISSN 0307-1804 1975-
- Model Railway JournalISSN 0267-3207
- Modern Railways ISSN 0026-8356 1962-'
- Narrow Gauge News
- Rail Business Intelligence 1995-
- Rail Enthusiast ISSN 0262-561X 1981-7
- Rail Express ISSN 1362-234X 1996-[27]
- Rail Magazine|Rail ISSN 0953-4563 1988-
- Railway Bylines ISSN 1360-2098 1995-
- The Railway Magazine ISSN 0033-8923 1897-
- Railways Illustrated ISSN 1479-2230 2003-
- Steam Railway ISSN 0143-7232 1979-
- Steam Days ISSN 0269-0020 1986-
- Today's Railways:UK ISSN 1354-2753
- Railway World ISSN 0033-9032 1953-2002
- Steam World ISSN 0959-0897 1981-
- Traction 1994-[28]
- Tramways & Urban Transit ISSN 1460-8320 1997-

### eMagazine
- RailwayHerald[29]

## Amerika

### USA
- Classic Trains ISSN 1527-0718
- CTC Board ISSN 1071-8311 -2006
- Diesel Era
- Extra 2200 South
- Live Steam and Outdoor Railroading
- Locomotive & Railway Preservation
- Locomotive Quarterly
- Narrow Gauge and Shortline Gazette
- Northwest Railfan
- Pacific Rail News átnevezve Rail News névre
- Passenger Train Journal
- Private Varnish[30]
- Progressive Railroading ISSN 0033-0817
- Railfan and Railroad ISSN 0163-7266
- Rail Classics
- Rail News
- Railpace
- Railroad History ISSN 0090-7847 1992-
- Railroad Model Craftsman[31]
- Railroads Illustrated 2007-
- Railroad Man's Magazine
- Rails Northeast c.1976-1982
- Railway Age ISSN 0079-9505 1876-
- Tall Timber Short Lines
- The Cross-Tie
- The Lensmen
- The Railfan Photographer átnevezve The Railroad Press
- The Railroad Press
- The Sentinel
- Trains ISSN 0041-0934 1940-
- Trains Illustrated

### Kanada
- Branchline
- Canadian Rail

## Nemzetközi
- Railvolution[32]
- TransUrban[33]
- Continental Railway Journal ISSN 0306-6177
- European Railway Review'[34]
- European Railways ISSN 0014-3073 1948-
- Eurotransport[35]
- International Railway Journal - (IRJ) ISSN 0744-5326 1961-
- Janes World Railways ISSN 0075-3084
- Locomotives International ISSN 1353-7091 1989-
- Narrow Gauge World ISSN 0014-3073 1999-
- Public Transport International
- Railway Gazette International ISSN 0373-5346
- Railway Gazette International Chinese Edition
- Today's Railways:EU ISSN 1354-2753
- Narrow Gauge World & Modelling ISSN 0000-0000
- tdhrail
- IRSE News
- Permanent Way Institution[36]
- Institute of Mechanical Engineers[37]